# Ministerstwo Edukacji i Nauki
Ministerstwo Edukacji i Nauki (MEiN) – były polski urząd administracji rządowej obsługujący ministra właściwego do spraw działów administracji rządowej oświata i wychowanie oraz szkolnictwo wyższe i nauka.
31 października 2005 roku rząd Kazimierza Marcinkiewicza utworzył MEiN poprzez podział obsługi działów szkolnictwo wyższe i nauka oraz informatyzacja, które do tej pory były obsługiwane przez Ministerstwo Nauki i Informatyzacji. 5 maja 2006 roku MEiN uległo podziałowi na Ministerstwo Nauki i Szkolnictwa Wyższego oraz Ministerstwo Edukacji Narodowej.
1 stycznia 2021 roku drugi rząd Mateusza Morawieckiego po raz kolejny utworzył MEiN, likwidując Ministerstwa: Edukacji Narodowej oraz Nauki i Szkolnictwa Wyższego.
13 grudnia 2023 roku urząd ministra edukacji objęła Barbara Nowacka, ministrem nauki został Dariusz Wieczorek. Zgodnie z rozporządzeniem Rady Ministrów z dnia 16 grudnia 2023 roku w dniu 1 stycznia 2024 MEiN uległo ponownie podziałowi na Ministerstwo Edukacji Narodowej oraz Ministerstwo Nauki i Szkolnictwa Wyższego.

## Kierownictwo[4](na dzień zniesienia ministerstwa)
- Barbara Nowacka (Koalicja Obywatelska) – minister edukacji od 13 grudnia 2023
- Dariusz Wieczorek (Nowa Lewica) – minister nauki od 13 grudnia 2023
- Marek Gzik (Koalicja Obywatelska) – sekretarz stanu od 2023
- Katarzyna Lubnauer (Koalicja Obywatelska) – sekretarz stanu od 2023
- Joanna Mucha (Polska 2050) – sekretarz stanu od 2023
- Henryk Kiepura (PSL) – sekretarz stanu od 2023
- Maciej Gdula (Nowa Lewica) – podsekretarz stanu od 2023
- Maria Mrówczyńska – podsekretarz stanu od 2023
- Andrzej Szeptycki – podsekretarz stanu od 2023
- Robert Bartold – dyrektor generalny od 14 grudnia 2023

## Struktura organizacyjna
W skład ministerstwa wchodził Gabinet Polityczny Ministra oraz następujące jednostki organizacyjne:
- Departament Budżetu i Finansów
- Departament Funduszy Strukturalnych
- Departament Informacji i Promocji
- Departament Innowacji i Rozwoju
- Departament Kontroli i Audytu
- Departament Kształcenia Ogólnego i Podstaw Programowych
- Departament Nauki
- Departament Prawny
- Departament Programów Naukowych i Inwestycji
- Departament Strategii, Kwalifikacji i Kształcenia Zawodowego
- Departament Szkolnictwa Wyższego
- Departament Współpracy Międzynarodowej
- Departament Współpracy z Samorządem Terytorialnym
- Departament Wychowania i Edukacji Włączającej
- Biuro Dyrektora Generalnego
- Biuro Ministra
- Centrum Transformacji Cyfrowej

## Lista ministrów edukacji i nauki
| Lp. | Zdjęcie | Imię i nazwisko (partia polityczna) | Objęcie urzędu                      | Złożenie urzędu   | Długość urzędowania | Rząd                               |
| --- | ------- | ----------------------------------- | ----------------------------------- | ----------------- | ------------------- | ---------------------------------- |
| 1.  |         | Michał Seweryński (PiS)             | 31 października 2005                | 5 maja 2006       | 185 dni             | Rząd Kazimierza Marcinkiewicza     |
| 2.  |         | Przemysław Czarnek (PiS)            | 1 stycznia 2021                     | 27 listopada 2023 | 1060 dni            | Drugi rząd Mateusza Morawieckiego  |
| 3.  |         | Krzysztof Szczucki (PiS)            | 27 listopada 2023                   | 13 grudnia 2023   | 16 dni              | Trzeci rząd Mateusza Morawieckiego |
| 4.  |         | Barbara Nowacka (KO)                | 13 grudnia 2023 - minister edukacji | nadal             |                     | Trzeci rząd Donalda Tuska          |
| 4.  |         | Dariusz Wieczorek (Nowa Lewica)     | 13 grudnia 2023 - minister nauki    | 17 stycznia 2025  | 401 dni             | Trzeci rząd Donalda Tuska          |
| 5   |         | Marcin Kulasek (Nowa Lewica)        | 17 stycznia 2025 - minister nauki   |                   | nadal               | Trzeci rząd Donalda Tuska          |